# Anna Birgitta Rooth
Anna Birgitta Rooth, född Waldemarsson 15 maj 1919 i Ängelholm, död 5 juni 2000, var en svensk etnolog.
Anna Birgitta Rooth var dotter till grosshandlaren Nore Waldemarsson och Helena Engstedt. Hon studerade etnologi vid Lunds universitet för Carl Wilhelm von Sydow och disputerade 1951. Hon blev forskardocent i Lund 1957 och professor vid Uppsala universitet 1973.
Hon gifte sig 1942 med läkaren Gösta Rooth (född 1918).